# Jordlöpare
Jordlöpare (Carabidae) är en mycket artrik familj inom ordningen skalbaggar. I världen känner man till omkring 34 000 arter. I Sverige finns omkring 360 arter, medan det i Finland finns 297 arter.

## Utseende
De karaktäriseras av sina långa ben, specialiserade för löpning, och långa, smala antenner. 
Jordlöparna varierar starkt i storlek; från 2 till 40 mm. Färgerna är i regel mörka, ibland metallglänsande. Flera av de största arterna (speciellt inom släktet Carabus) saknar flygvingar.
En intressant egenskap bland vissa jordlöpare är den så kallade vingdimorfismen (förekommer bland annat hos släktet Pterostichus). Detta innebär att det i samma art kan finnas både kort- och långvingade individer. Vingdimorfismen styrs genetiskt, och har varit till stor nytta för forskare (exempelvis Lindroth) som undersökt jordlöpares spridning. Dominerar den kortvingade formen i ett område, är det troligt att arten ifråga har funnits där under lång tid; de långvingade har ju lättare att sprida sig.

## Vanor
Jordlöparna är generellt mycket snabba för sin storlek. För vissa arter har man uppmätt hastigheter uppåt 9 kilometer i timmen. De flesta jordlöpare tar rov; det är dock endast ett mindre antal, då speciellt bland de största arterna, som kan betraktas som rena rovdjur (maskar, andra insekter, snäckor). De flesta äter även växter. Vissa, särskilt bland de små arterna, är rena växtätare.
Bland de så kallade larvmördarna (släktet Calosoma) finns det dock arter som har använts inom biologisk bekämpning på grund av sin stora aptit på larver, skadliga för skogsnäringen. 
Jordlöparen äter även fästingar med god aptit.
De flesta jordlöpare är kvälls- eller nattdjur, även om dagaktiva arter också förekommer.

### Bokkällor
- Carl H. Lindroth 1967, Biologi 7:Entomologi, Almqvist & Wiksell
- B-O Landin 1970, Fältfauna / Insekter 2:1, Natur och Kultur

### Fotnoter
1. ↑  Troy Bartlett, Patrick Coin, Robin McLeod, Phillip Harpootlian, Jim McClarin, Christopher C Wirth, Brad Barnd, Chuck Entz, Mike Quinn, Tim Moyer, Peter Messer, Tim Loh, V Belov, Abigail Parker och Curt Harden (9 oktober 2019). ”Family Carabidae - Ground Beetles” (på engelska). BugGuide. Iowa State University - Department of Entomology. https://bugguide.net/node/view/186. Läst 8 augusti 2020.
2. ↑  Jyrki Muona, Jaakko Mattila (2019). ”jordlöpare – Carabidae”. Finlands artdatacenter. https://laji.fi/sv/taxon/MX.188459. Läst 8 augusti 2020.
3. ↑  Blaine Friedlander (16 januari 1998). ”When tiger beetles chase prey at high speeds they go blind temporarily, Cornell entomologists learn” (på engelska). Cornell Cronicle (Cornell University). https://news.cornell.edu/stories/1998/01/tiger-beetles-go-blind-chasing-prey-high-speeds. Läst 8 augusti 2020.